# Atanygnathus
Atanygnathus är ett släkte av skalbaggar som beskrevs av Jacobson 1909. Atanygnathus ingår i familjen kortvingar.
Släktet innehåller bara arten Atanygnathus terminalis.